# Make My Heart
"Make My Heart" är en danspoplåt framförd av den amerikanska R&B-sångerskan Toni Braxton, komponerad av Makeba Riddick och Lucas Secon till Braxtons sjätte studioalbum, Pulse (2010).
"Make My Heart" är en upptempo-låt där Braxton sjunger att sin älskare får hennes hjärta att pulsera fortare. Låten hade premiär på Tonis officiella hemsida den 29 januari år 2010. Därefter bekräftades låten som den andra singeln från sångerskans skiva och släpptes till Itunes och Amazon den 9 februari. Singeln skickades till radiostationer som spelar Rhythmic AC. "Make My Heart" tog sig aldrig in på USA:s Billboard Hot 100 men nådde en 59:e plats på danslistan Hot Dance Club Play. Låten fick mestadels positiv kritik av recensenter. Musiksidan That Grape Juice skrev; "Toni passar lika bra eller kanske bättre för att sjunga dansmusik." Skribenten tyckte också att den var "åldersmässigt passande" för en kvinna i Toni Braxtons ålder. Den populära bloggen Toyaz World beskrev den som: "Med sina inslag av funk och galna R&B vibbar är den här låten aggressiv, energirik och definitivt I-pod värdig. Med den här låten tror jag att folk har vaknat från slummrandet och förväntningarna för albumet har åter fått liv."  Den fick fyra och en halv stjärna av 5 möjliga. Singeln fortsatte att få positiv kritik av Directlyrics som skrev; "Hettan återkommer på hennes nya album, Pulse, och 'Make My Heart' är inget undantag." 
Musikvideon till singeln regisserades av Bille Woodruff och filmades samtidigt som videon till skivans tredje singel "Hands Tied".

## Format och innehållsförteckningar
- Nedladdningsbar singel

1. "Make My Heart" (Main Version) - 3:27
2. "Make My Heart" (Album version) - 3:28

## Topplistor
| Lista (2010)                              | Topposition |
| ----------------------------------------- | ----------- |
| Amerikanska Billboard Hot Dance Club Play | 59          |